# 德文·托納
德文·托納（英語：Devin Toner；1986年6月29日—）是一位愛爾蘭橄欖球運動員。他是愛爾蘭國家橄欖球隊的一員，代表愛爾蘭參加了2015年世界盃橄欖球賽。